# Grand Chavalard
Le Grand Chavalard est une montagne située dans la commune de Fully, elle se trouve au-dessus de Sorniot en Suisse. Cette montagne culmine à une altitude de 2 901 mètres.

## Accès
Depuis le parking de l'Erié à Fully, la durée de l'ascension est estimée à trois heures. D'une longueur de 4,1 km et d'un dénivelé positif de 1 027 mètres, le sentier de randonnée zigzagant d'abord dans les pentes herbeuses traverse ensuite des paravalanches ainsi que des passages aériens.

## Faune et flore
Il est possible de rencontrer des gypaètes barbus ou des bouquetins sur le chemin.